# Transportör (navigation)

Transportör

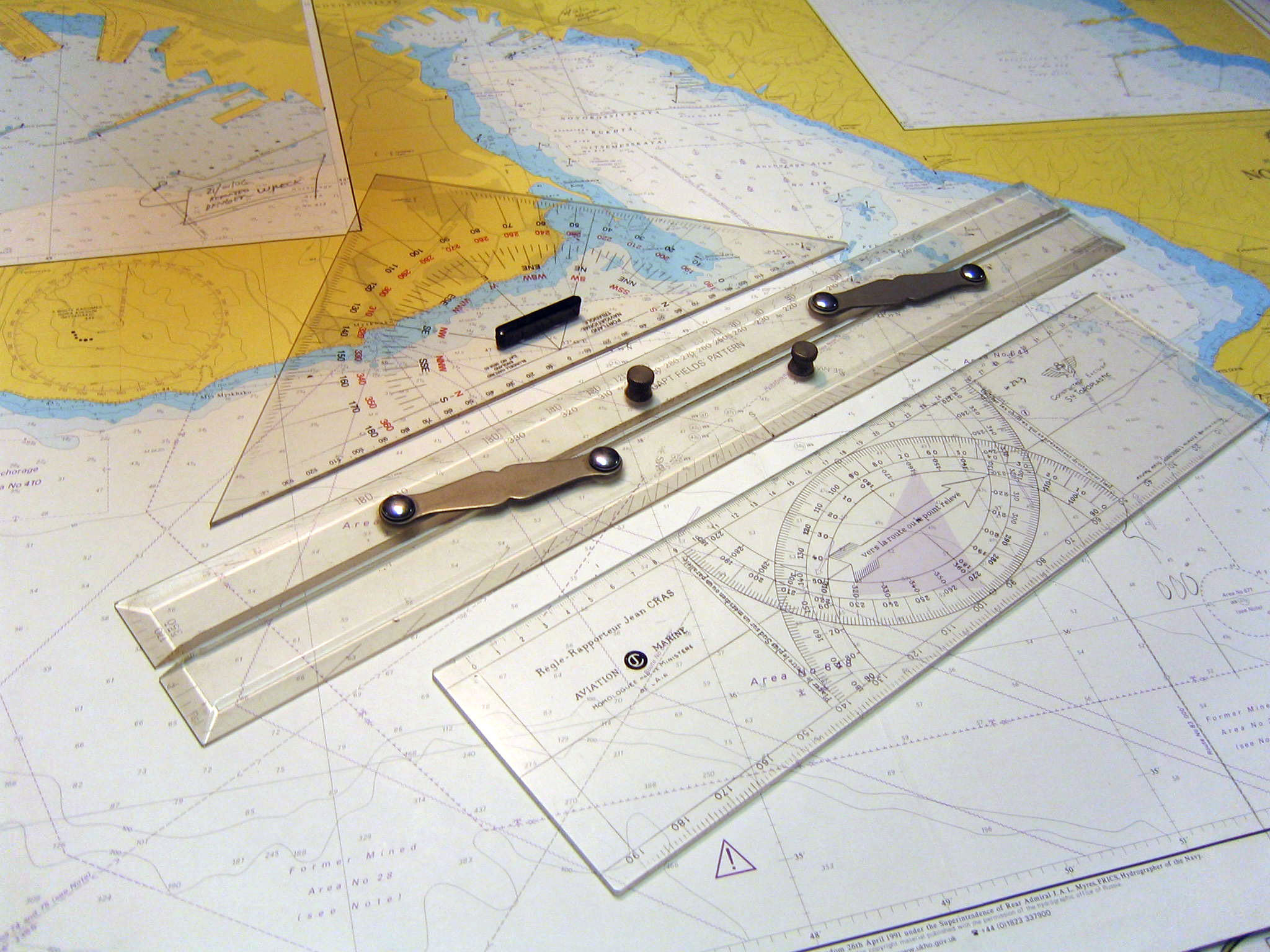
Transportör och andra motsvarande navigationshjälpmedel

Denna artikel avser navigationshjälpmedlet transportör. För andras betydelser, se Transportör
Transportör är en är en triangulär gradskiva för vinkelmätning. Den är speciellt utformad som hjälpmedel för bestickföring inom navigation, tillsammans med sjökort/karta och stickpassare. Bestickföringen syftar till att fastställa ett fartygs, eller flygplans position, genom att föra in kurs och distans i sjökort/karta, eller genom motsvarande besticksräkning (död räkning).